# عبدالحلیم سعدولایف
عبدالحلیم ابوسالاموویچ سعدولایف (۲ ژوئن ۱۹۶۶ - ۱۷ ژوئن ۲۰۰۶) سیاستمدار و واعظ چچنی بود که به‌عنوان پنجمین رئیس‌جمهور جمهوری چچن ایچکریا از ۹ مارس ۲۰۰۵ تا ۱۷ ژوئن ۲۰۰۶ که در درگیری با نیروهای سازمان اطلاعاتی روسیه و نیروهای چچنی وفادار روسیه کشته شد، خدمت کرد.

## زندگی

### اوایل زندگی
سعدولایف در شاخه بیلتوی از گروه اوسترادوی ، یک قبیله با نفوذ در شهر آرگون در دشت‌های مرکزی چچن در شرق گروزنی به دنیا آمد.  پس از بزرگ شدن در آرگون، برای تحصیل در رشته زبان چچنی و روسی وارد دانشگاه گروزنی شد، اما به‌دلیل آغاز جنگ اول چچن با فدراسیون روسیه در سال ۱۹۹۴، مجبور شد تحصیلات خود را قطع کند. او به یک شبه نظامی آرگون پیوست تا به عنوان یک مبارز داوطلب علیه روس‌ها بجنگد.
سعدولایف همچنین اسلام را زیر نظر متکلمان اسلامی محلی مطالعه کرد و از سال ۱۹۹۶ به طور مرتب در تلویزیون چچن ظاهر شد و درباره اسلام صحبت کرد. او در سرتاسر چچن سخنرانی کرد و در نهایت به عنوان امام شهر، جامعه مسلمانان آرگون را رهبری کرد . سعدولایف زیارت مکه را انجام داد ، تنها زمانی که شناخته شده است وطنش را ترک کرده است.
سعدولایف رهبر تنها جماعت آرگون در شهر خود شد که به انجام فعالیت های تبلیغی و همچنین پلیس محله ها معروف بود. بیشتر جماعت‌ها در چچن، جدای از وظایف مذهبی و مدنی‌شان، نماینده گروه‌های نظامی بودند که برای محافظت از روستاها و شهرها در برابر ارتش روسیه و راهزنان تشکیل شده بودند. در جریان درگیری بین گروهی از رادیکال‌های خارجی و مقامات چچنی در سال ۱۹۹۸، سعدولایف در برابر خبیب عبدالرحمان، رهبر اردنی یک جماعت کوچک خارجی/چچنی که در حال جمع‌آوری شبه‌نظامی و حمایت از خشونت شدید علیه مردم چچن روسی و غیراسلامی بود، طرف شد. پس از این وقایع، عبدالرحمان تابعیت چچنی خود را سلب کرد و در چچن شخصیت غیر ارادی اعلام کرد. او در سال ۲۰۰۱ هنگام جنگیدن در یکی از جماعت ها به عنوان سرباز عادی جان باخت.
در سال ۱۹۹۹، اصلان مسخدوف سعدولایف را به عضویت کمیسیون اصلاحات شریعت در قانون اساسی منصوب کرد ، کمیسیونی که در آن زمان به ریاست احمد قدیروف اداره می شد و بعداً شورشیان را رد کرد و مسکو را در آغوش گرفت . مسخدوف به سعدولایف سمت رئیس دادگاه عالی شریعت چچن را پیشنهاد کرد، اما سعدولایف این پیشنهاد را رد کرد و توضیح داد که او از دانش روحانی کافی برای قضاوت در مورد افراد دیگر برخوردار نیست.
هنگامی که جنگ دوم چچن آغاز شد، سعدولایف دوباره به نبرد بازگشت، و فرماندهی شبه نظامیان مردمی از آرگون را برعهده گرفت . از سال ۱۹۹۹، سعدولایف یکی از وفادارترین فرماندهان میدانی مسخادوف بود. در سال ۲۰۰۵، او توسط ماشادوف به عنوان جانشین وی به عنوان رئیس‌جمهور جمهوری چچن ایچکریا منصوب شد .

### ریاست جمهوری
اندکی پس از مرگ مسخادوف در ۸ مارس ۲۰۰۵، شورای شورشیان چچن اعلام کرد که سعدولایف سمت مسخادوف را به عهده گرفته‌است؛ اقدامی که به سرعت توسط شمیل باسایف، بالاترین فرمانده چریکی چچن تایید شد . سعدولایف پس از به دست گرفتن قدرت، خواستار گسترش مناقشه چچن به « استعمار زدایی » از مناطق مجاور تحت سلطه مسلمانان و تصویب قانون اساسی مبتنی بر قوانین اسلامی یا شریعت شد. وی همچنین گروگانگیری را به شدت محکوم کرد و گفت که پس از پایان جنگ، رئیس جمهور جدید باید به صورت دموکراتیک انتخاب شود.
سعدولایف نه تنها یک تعهد ایدئولوژیک به حفظ درگیری، بلکه شاید یک تعهد شخصی نیز داشت. منابع شورشی چچن ادعا می کنند که همسر وی در سال ۲۰۰۳، توسط نیروهای اسپتناز روسی ربوده شد و زمانی که تلاش ها برای بازخرید او شکست خورد توسط FSB کشته شد. او برای از بین بردن خشونت تروریستی کار کرده بود و باسایف و دیگر جنگ سالاران را ترغیب کرد که حملات خود را به "اهداف مشروع" (از جمله مقامات مجری قانون ، نیروهای فدرال و کارمندان محلی محلی و دفاتر آنها) هدایت کنند،  و تاکید کرد که حملات به چنین اهدافی باید از آسیب رساندن به غیرنظامیان جلوگیری شود .  به نظر می رسید که او بسایف را که در تشکیل جبهه قفقاز نام نویسی کرده بود متقاعد کرده بود که دست کشیدن از اهداف غیرنظامی به گسترش شورش در سراسر قفقاز شمالی کمک می کند.
در فوریه ۲۰۰۶، سعدولایف تغییر کابینه را با هدف قرار دادن چندین نماینده ارشد شورشیان مقیم خارج از کشور، از جمله احمد زکایف ، که از سمت معاون نخست وزیر برکنار شد، اعلام کرد. سعدولایف همچنین فرمانی را امضا کرد که به همه وزرای خود دستور داد در چچن مستقر شوند.

### مرگ
در ۱۷ ژوئن ۲۰۰۶، سعدولایف در درگیری مسلحانه با FSB و شبه نظامیان طرفدار مسکو در آرگون کشته شد.  به گفته نیکلای پاتروشف، رئیس FSB ، دو تن از نیروهای فدرال در یک درگیری که در آن سعدولایف و محافظش کشته شدند، کشته و پنج تن زخمی شدند و دو شورشی دیگر فرار کردند. در اوت ۲۰۰۶، عیسی موسکیف، فرمانده شورشیان گفت که فدرال‌ها و کادیروتسی پنج مرد را در تیراندازی از دست دادند. یکی از آنها توسط شخص سعدولایف تیراندازی شد و سه جنگجو فرار کردند.
جسد بعداً به زادگاه رمضان قدیروف در شهر تسنتوروی منتقل شد . قدیروف گفت که یک خبرچین پول مواد مخدر را به پلیس اطلاع داده است. قدیروف گفت که پلیس شبه‌نظامی او می‌خواست سعدولایف را دستگیر کند اما زمانی که او در برابر دستگیری مقاومت کرد مجبور شد او را بکشد، و همچنین گفت که سعدولایف در آرگون بود و "یک حمله تروریستی بزرگ" را همزمان با نشست گروه هشت در سن پترزبورگ که در ژوئیه برگزار می‌شود، سازماندهی می‌کرد.  رهبران دولت رسمی استان مورد حمایت مسکو به کشته شدن شیخ عبدالحلیم اشاره کردند و مدعی شدند که به نیروهای جدایی طلب آنجا ضربه " سربریدن " وارد شده است که هرگز از آن نجات نخواهند یافت. 
روز بعد، ۱۸ ژوئن، معاون شورشیان و یکی از فرماندهان فعال چریک، دوکا عمروف، جانشین سعدولایف به عنوان رئیس مقاومت چچن شد . 
در ۲۰ ژوئن ۲۰۰۶، سازمان حقوق بشر روسیه Memorial یافته های تحقیقات خود را در وب سایت Kavkazky Uzel منتشر کرد . بر اساس نسخه مموریال، مرگ سعدولایف تصادفی بوده است. مقامات امنیتی نمی دانستند که او در خانه است. یادبود گزارش می دهد که در ۱۷ ژوئن، حدود ساعت ۱۰ صبح، یک گروه ۱۲ نفره از افسران FSB و پلیس محلی به خانه امن شورشیان نزدیک شدند . آنها با ورود به حیاط بلافاصله مورد تیراندازی قرار گرفتند. دو تن از سربازان کشته شدند و گروه پس از پرتاب نارنجک دستی به پنجره خانه عقب نشینی کردند. انفجار نارنجک باعث کشته‌شدن عبدالحلیم شد. این نسخه توسط حساب رسمی در تضاد است.